# 나가사와 로세쓰
나가사와 로세쓰(長沢芦雪, 1754년 ~ 1799년)는 에도 시대의 일본 화가였다. 마루야마파의 제자로, 다재다능한 예술 스타일로 알려져 있었다. 하급 사무라이 가문에서 태어났으며, 교토에서 마루야마 오쿄의 문하에서 수학하였다.

## 생애
로세쓰의 가문 출신에 대해서는 상충되는 설이 있으나, 가장 신빙성 있는 설은 그가 현재의 교토부 지역에서 우에스기 히코에몬이라는 하급 사무라이 가문에서 태어났다는 것이다. 화가로 자리를 잡은 후, 그는 우에스기에서 나가사와로 성을 바꾸었다. 1781년에 교토로 이주하여 마루야마 오쿄의 제자가 되었다.
로세쓰는 결혼하여 네 명의 자녀를 두었으나, 모두 어린 시절에 사망하였다. 그는 제자인 나가사와 로슈를 양자로 삼았다.
로세쓰는 1799년에 사망했는데, 살해당했다는 설이 있다. 독살되었다고 전해지지만, 자살했다고 주장하는 이들도 있다. 그와 그의 자녀들, 그리고 제자는 로세쓰가 선종의 재가 수행자였음에도 불구하고 정토종 계열의 교토 묘지에 묻혀 있다.

## 작품

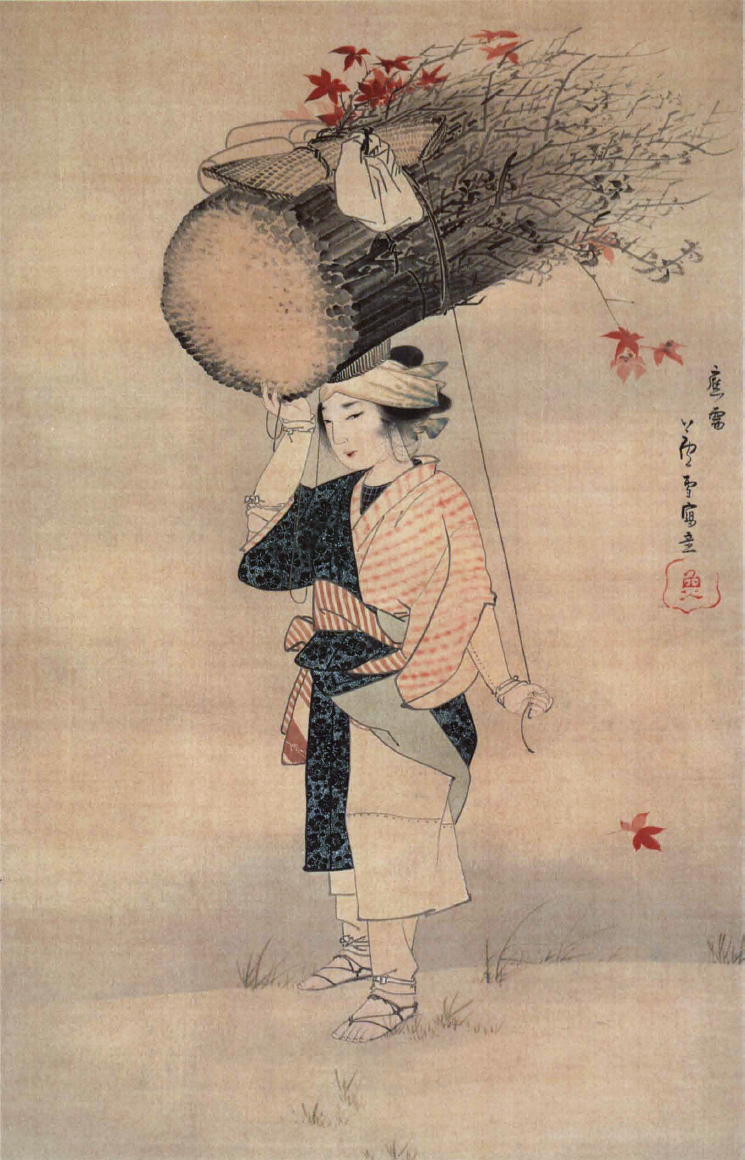
《땔감을 나르는 오하라의 여인》

로세쓰의 초기 작품들은 마루야마 오쿄의 스타일을 따르고 있으나, 비평가들은 제자의 기술이 스승의 것을 빠르게 능가했다는 데 동의한다. 결국 둘은 불화하여 로세쓰는 학파를 떠났다. 학파를 떠난 후, 그는 요도의 영주의 후원 아래 작업하며 여러 사찰에서 의뢰를 받았다.
로세쓰의 그림은 두 가지 매우 명확하게 구분되는 범주로 나뉘며, 그 사이에 중간 단계는 없다. 한편으로는 정교하게 마무리된 작품들이 있고, 다른 한편으로는 - 대다수를 차지하는 - 사전 생각과 계산이 어떻든 간에 명백히 매우 짧은 시간 동안의 집중적인 활동으로 완성된 작품들이 있다. 우리는 첫 번째 유형을 초기 작품이자 심지어 비전형적인 것으로 생각하는 경향이 있지만, 실제로 로세쓰는 경력의 모든 단계에서 정교하게 마무리된 그림을 그린 것으로 보인다.
그의 작품에서는 이전 선종 회화를 연상시키는데, 달은 하얗게 남겨두고 밤하늘, 산, 소나무는 먹의 바림으로 묘사되어 있다.
그의 작품은 메이지 시대에 광범위하게 위조되었다.
그의 작품들은 국립중앙박물관, 댈러스 미술관, 월터스 미술관, 인디애나폴리스 미술관, 프린스턴 대학교 미술관, 하버드 미술관, 로스앤젤레스 카운티 미술관, 미시간 대학교 미술관, 대영박물관, 브루클린 미술관, 도쿄 후지 미술관, 바사 대학의 프랜시스 레만 로브 미술 센터, 클리블랜드 미술관, BAMPFA, 버밍엄 미술관, 미니애폴리스 미술 연구소, 시애틀 미술관, 아시아 미술관을 포함한 전 세계 많은 박물관에 소장되어 있다.

## 갤러리

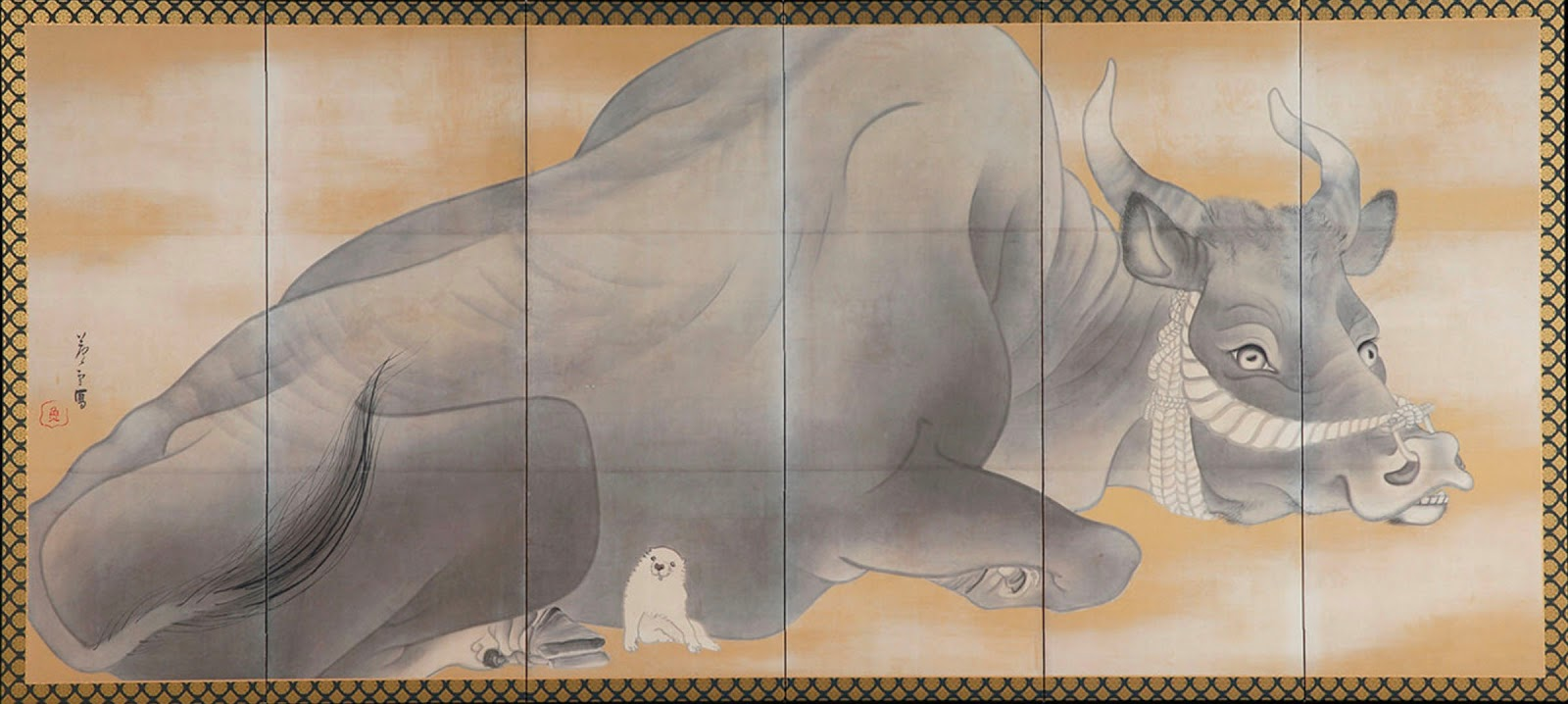
《백코끼리와 검은 황소》(좌측 패널)
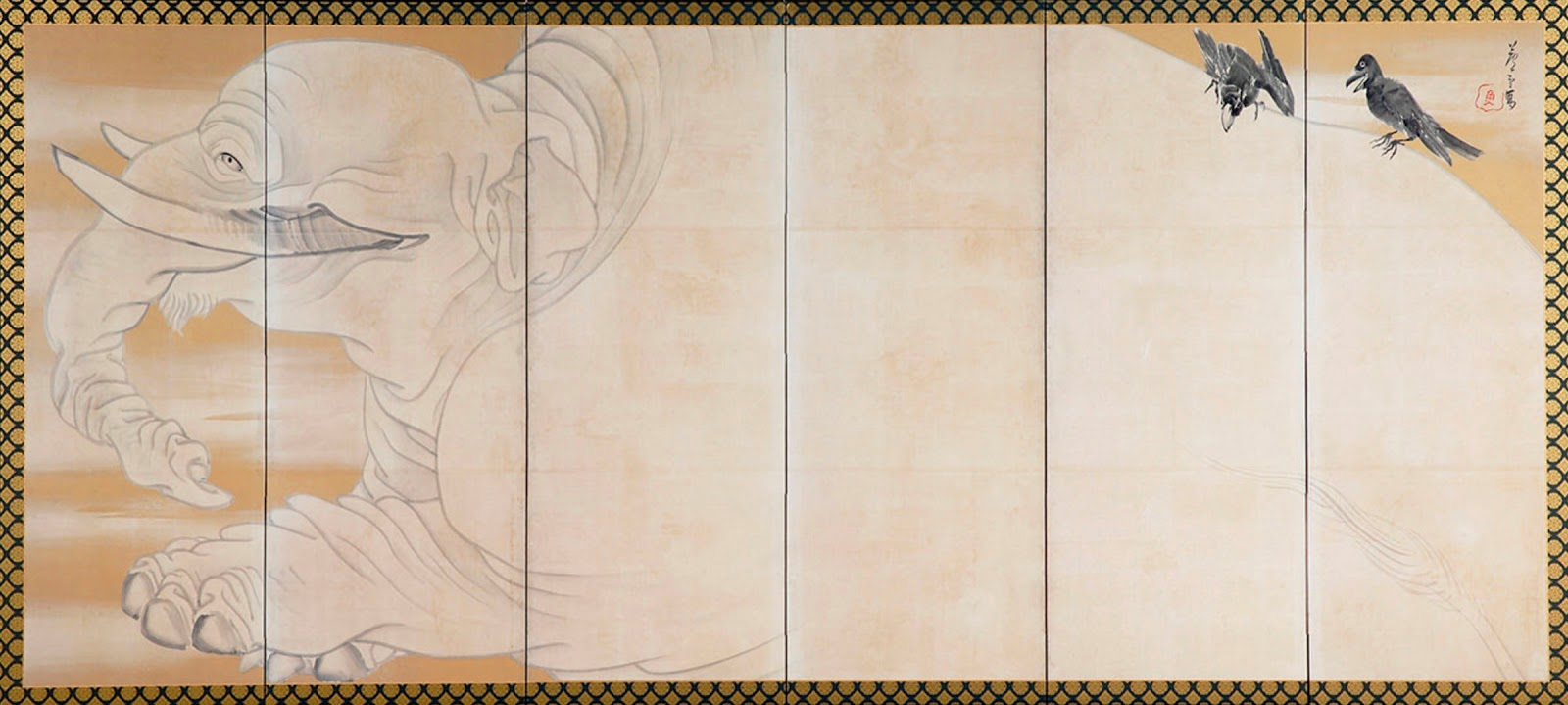
《백코끼리와 검은 황소》(우측 패널)
《호랑이》, 중요문화재
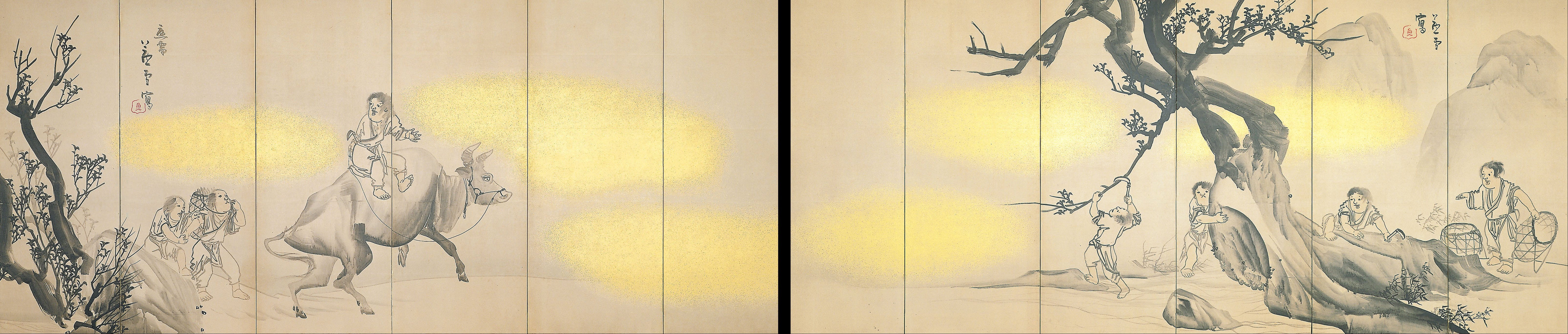
《목동들》
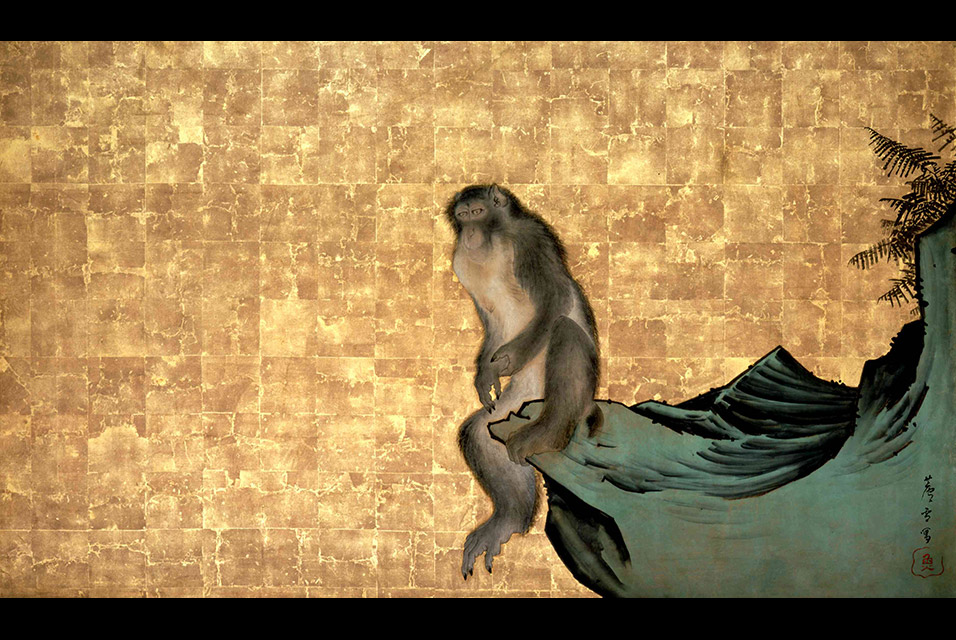
《바위 위의 원숭이》

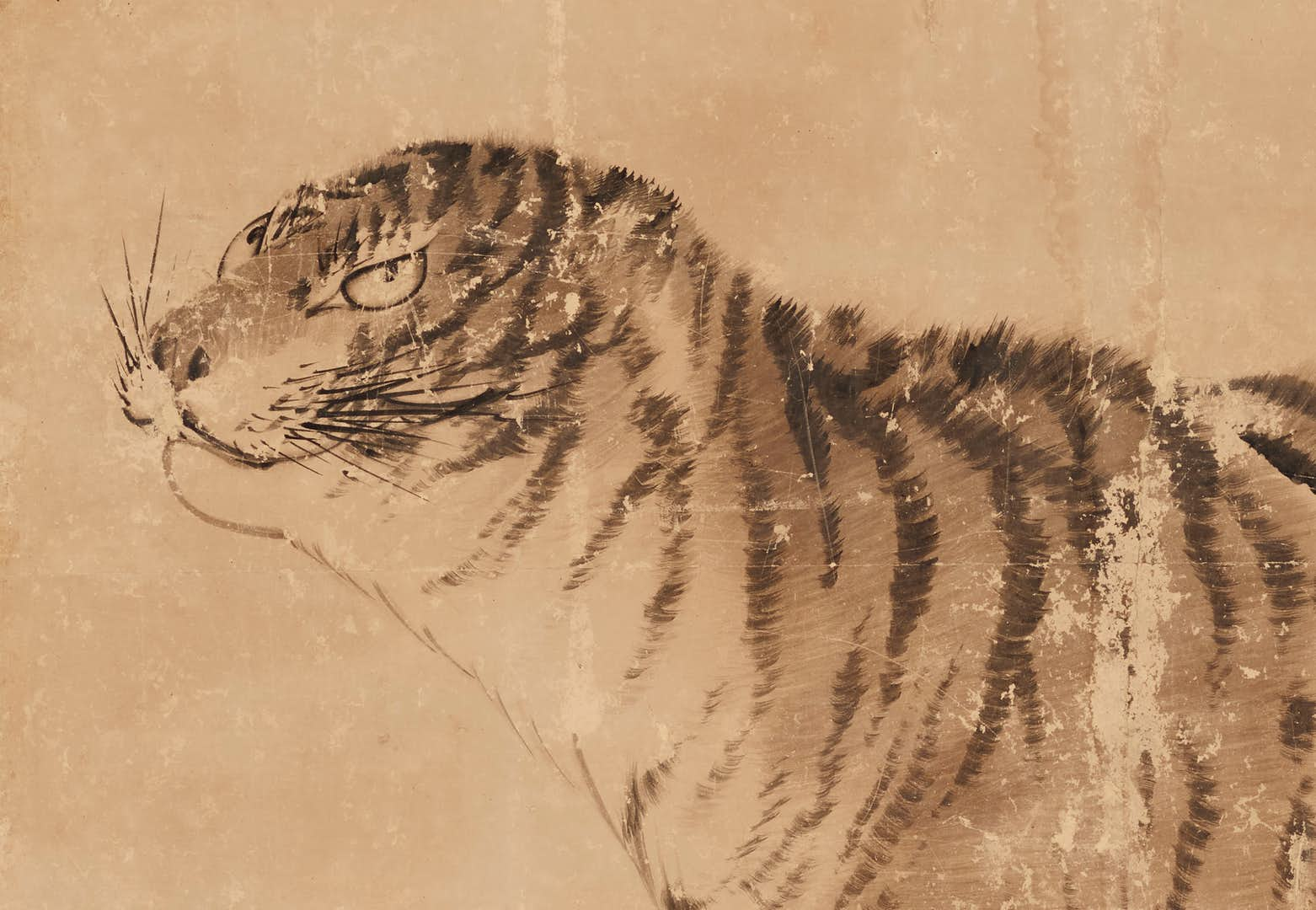
《호랑이의 세부》
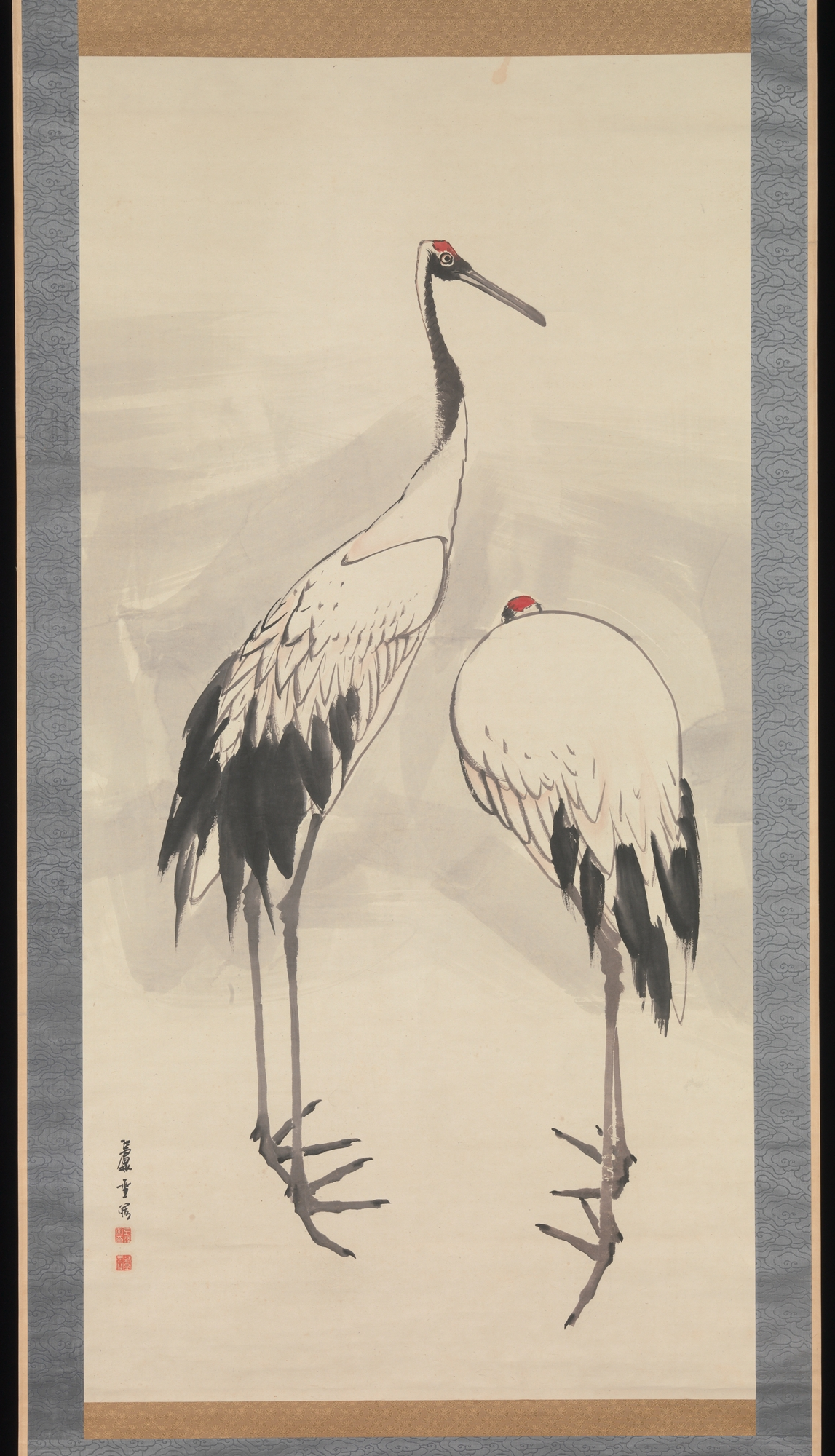
《학》
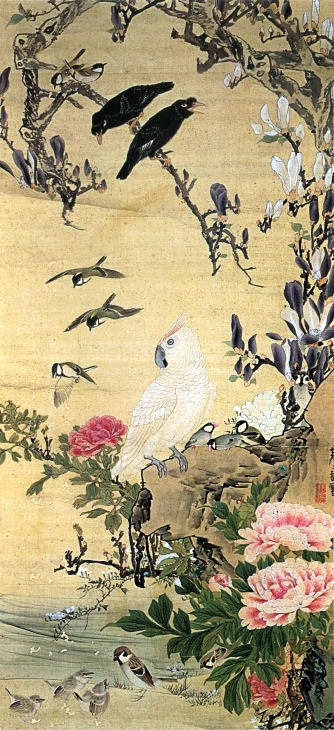
《목련과 모란 사이의 새》
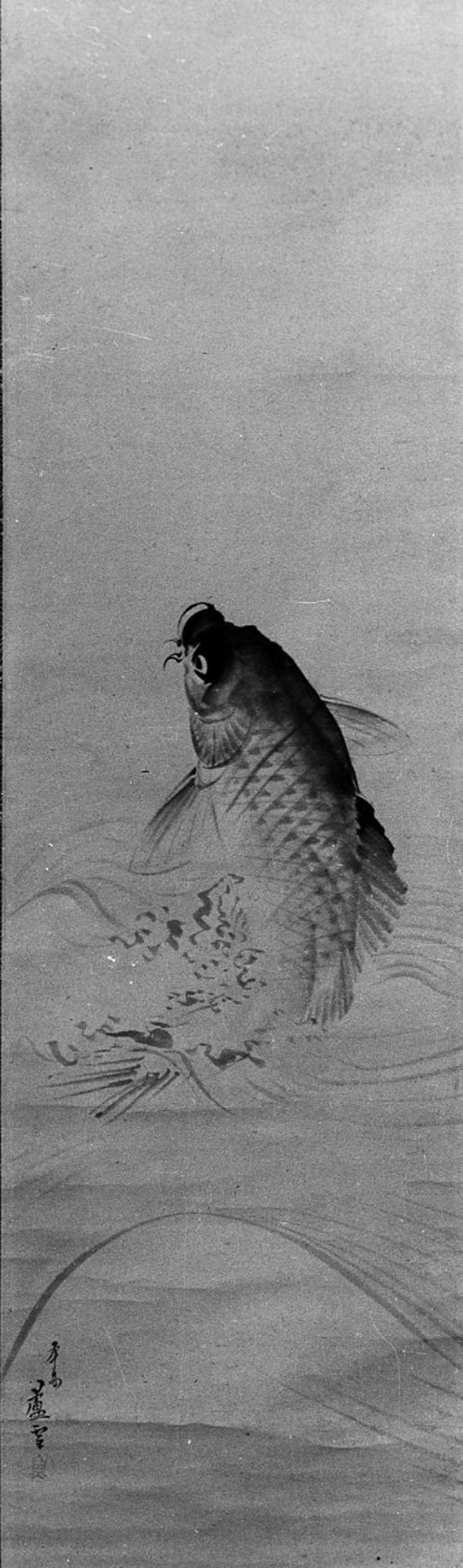
《잉어》
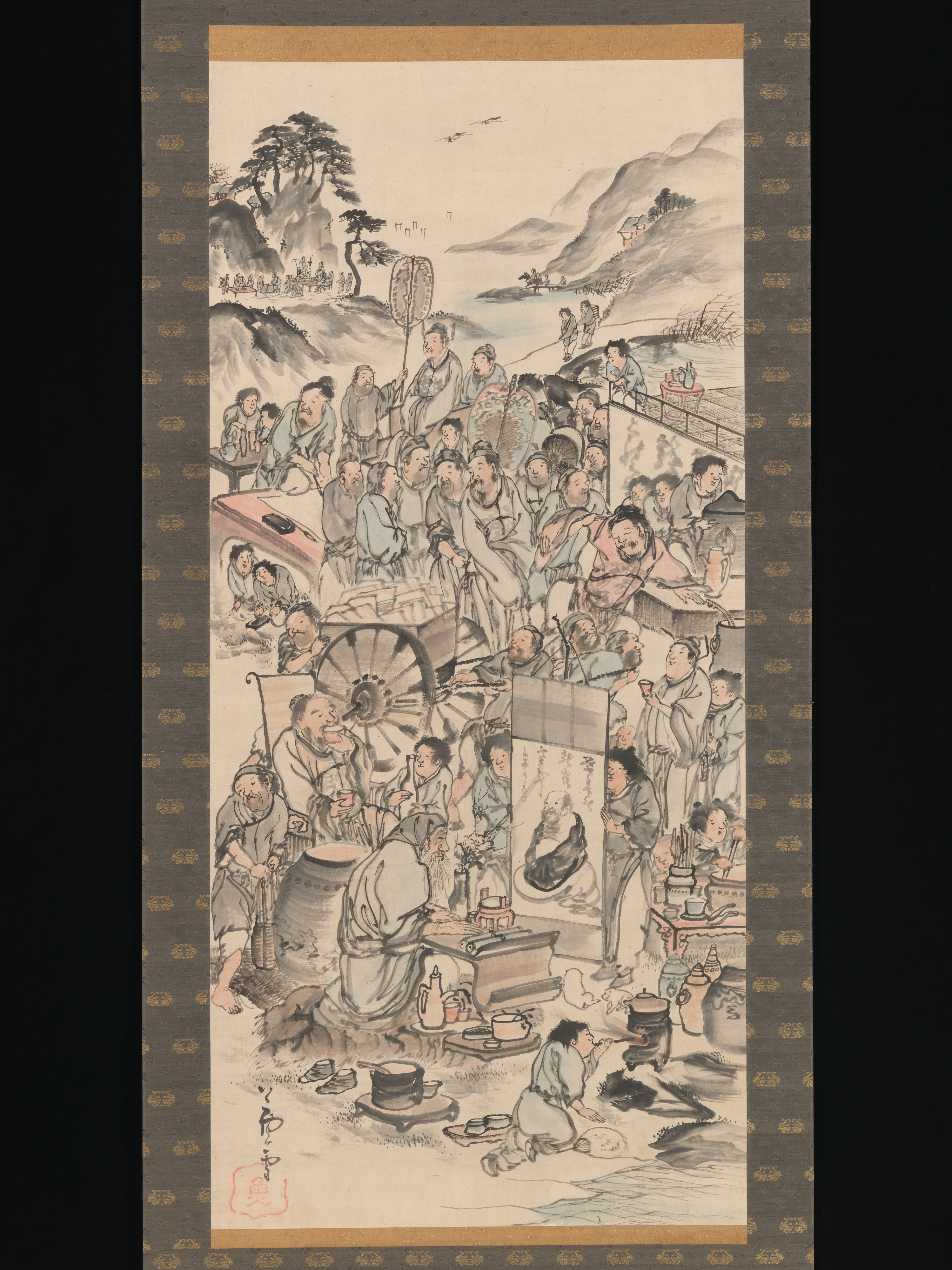
《팔선의 음주 축제》
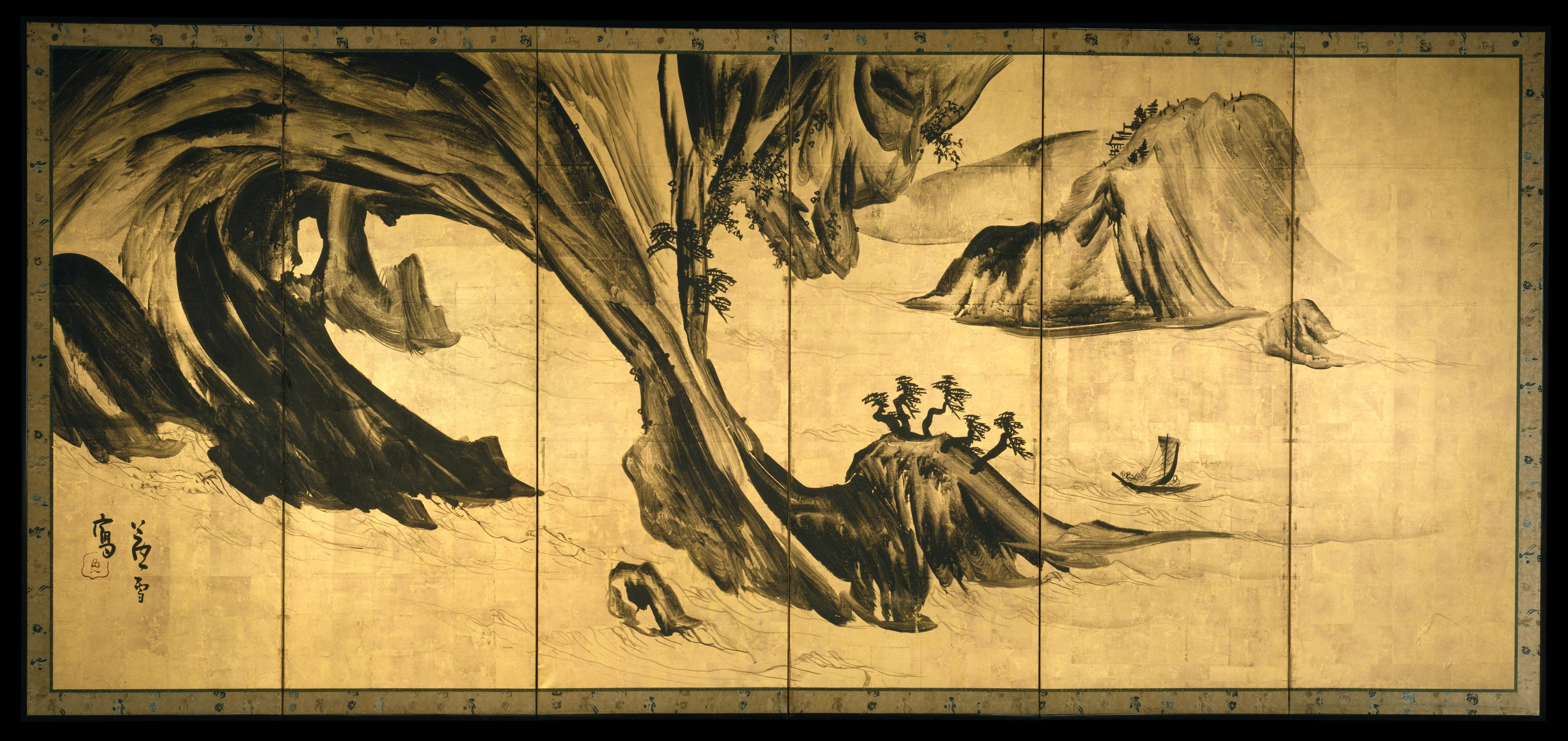
《중국 문인 소식과 도잠의 풍경화》, 첫 번째 부분
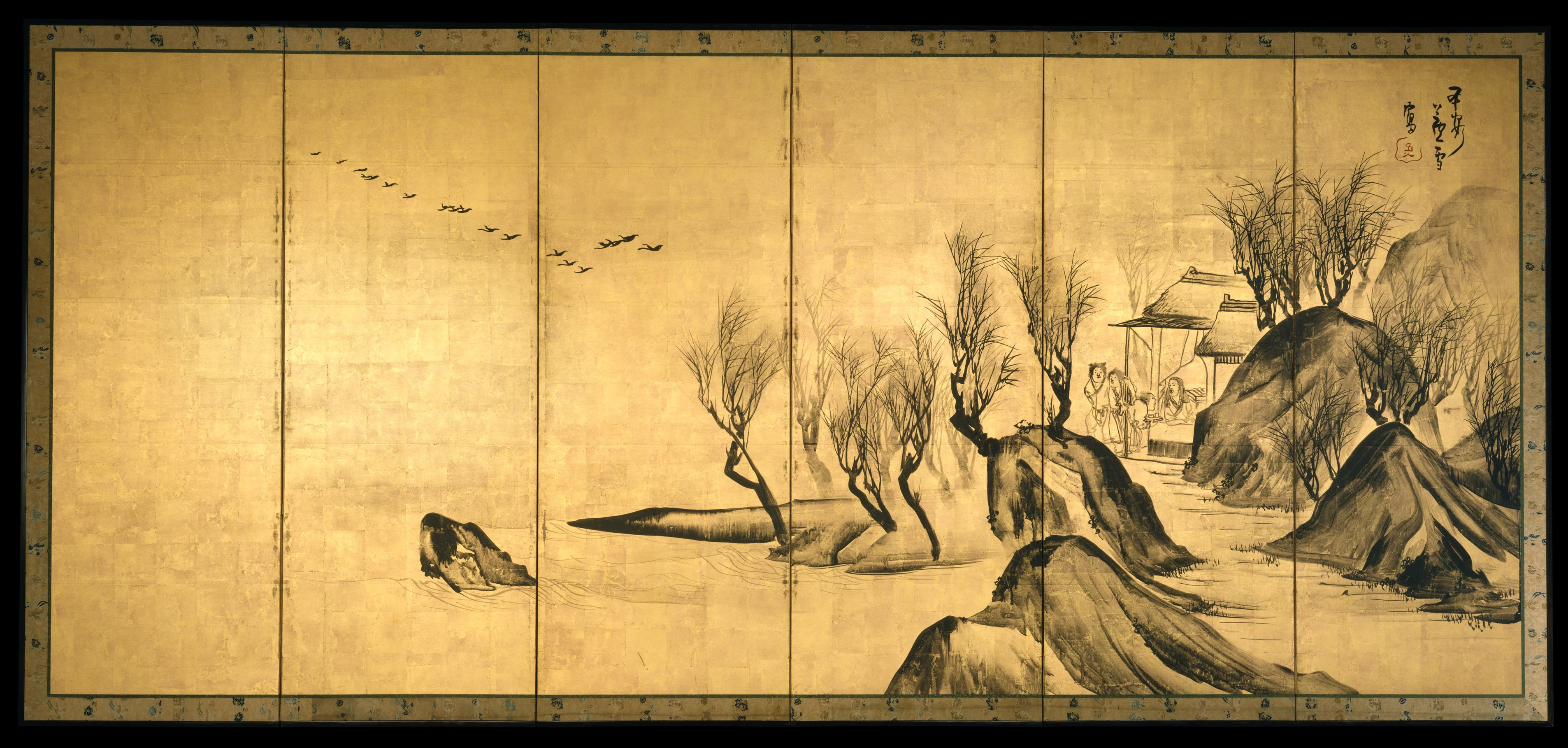
《중국 문인 소식과 도잠의 풍경화》, 두 번째 부분
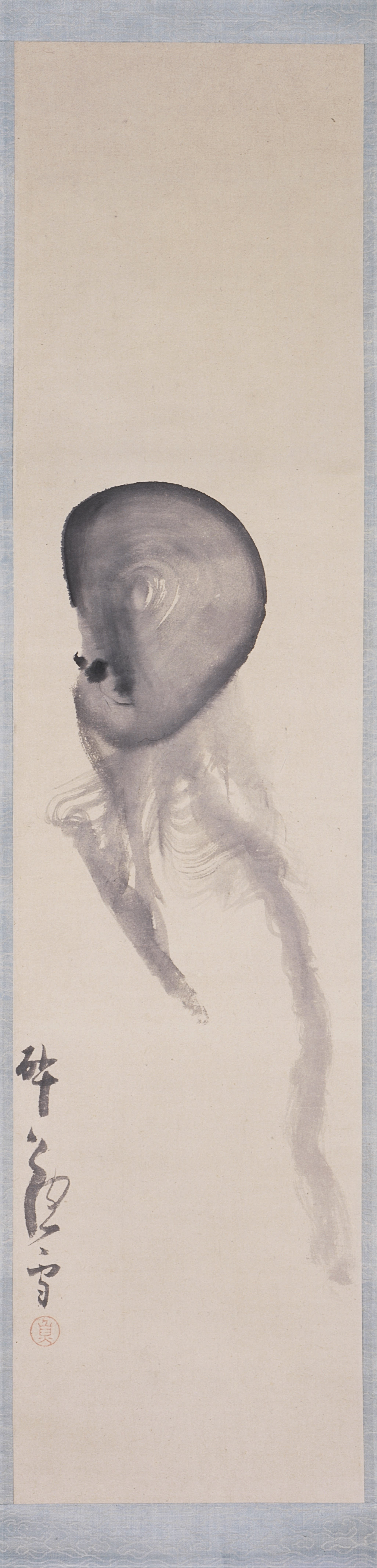
《달과 같은 해파리》
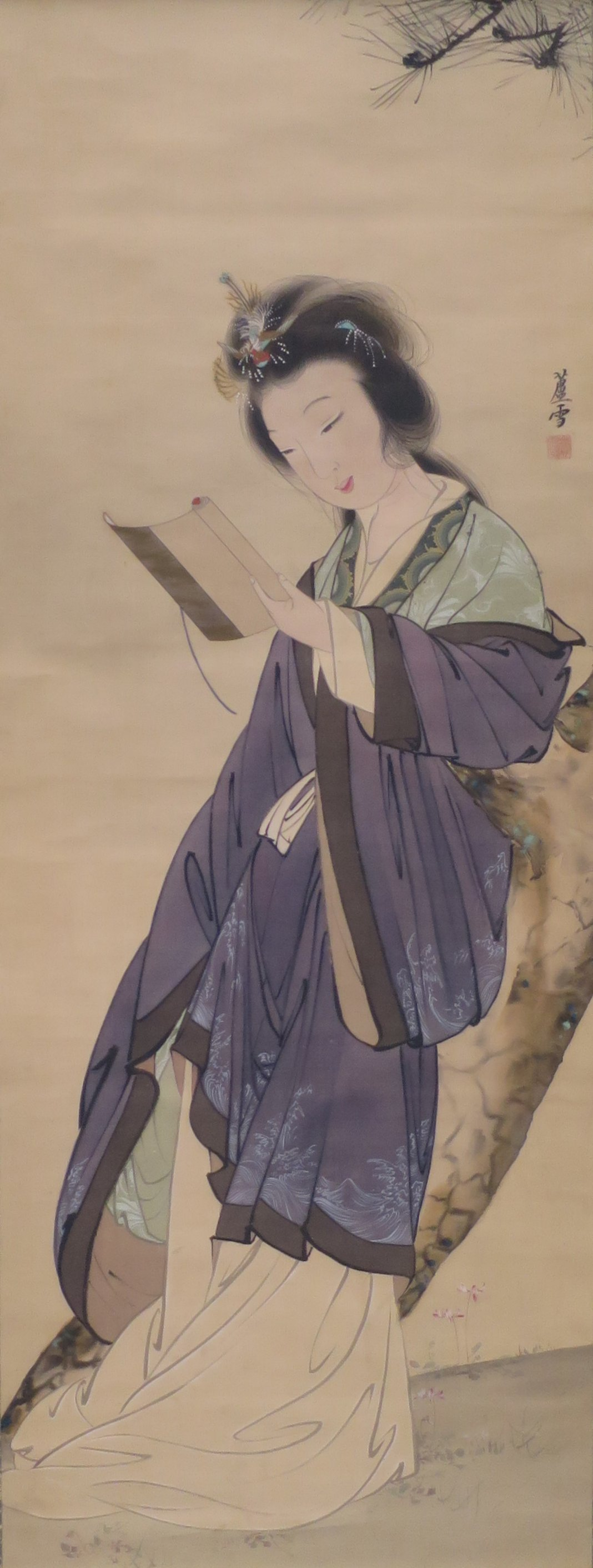
《중국 미인》
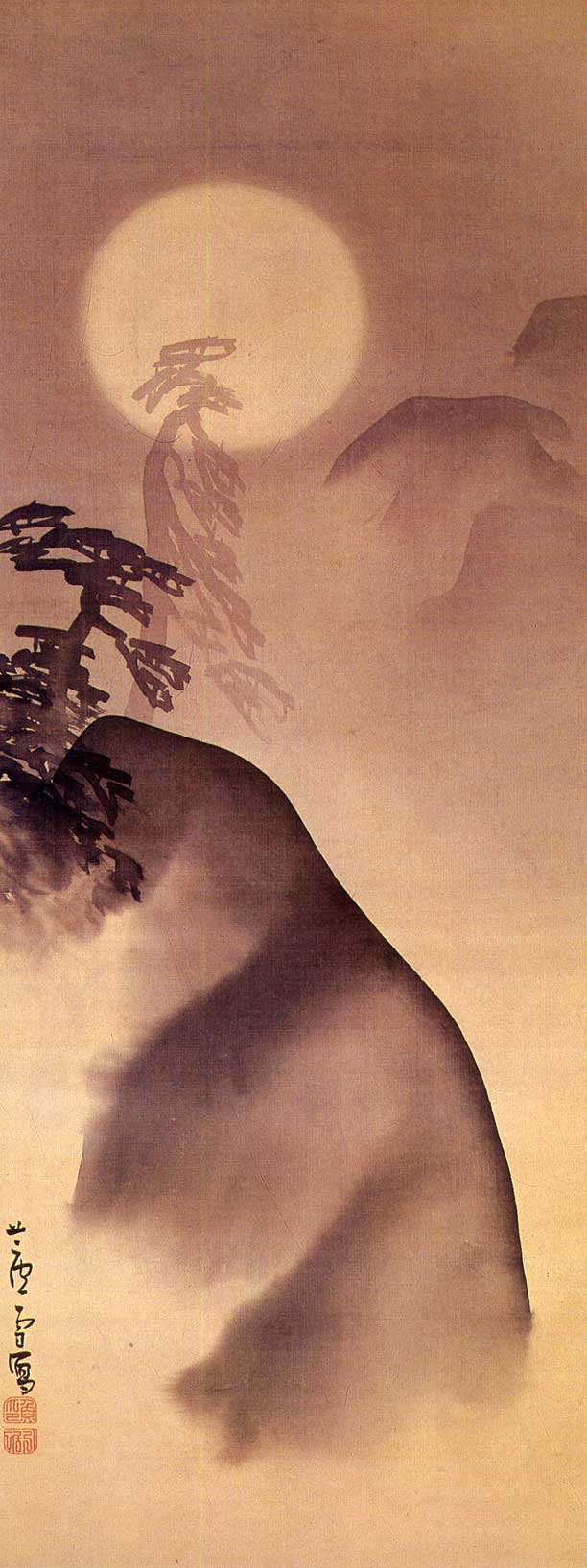
《달빛 속의 풍경》. 18세기. 비단에 먹, 98×35.3cm. 효고 에가와 미술관.
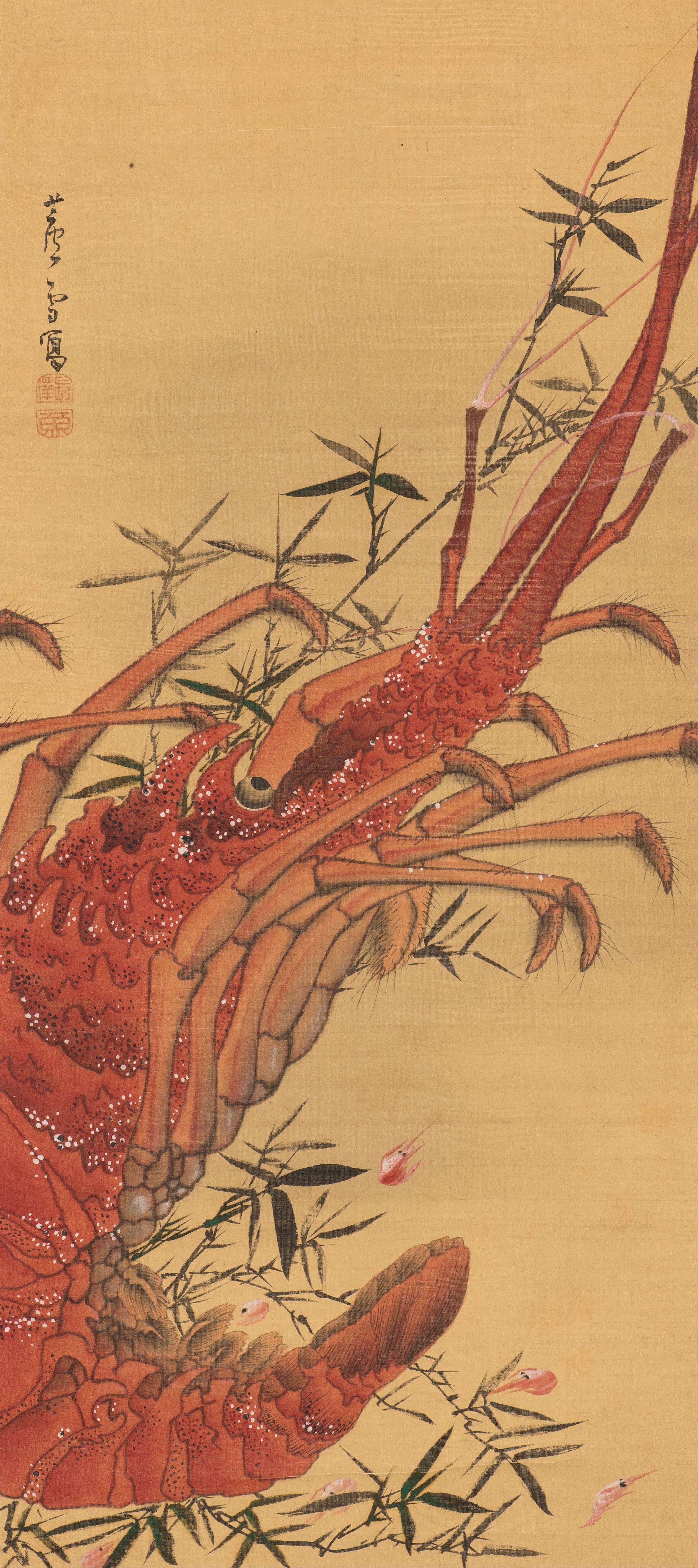
《바닷가재》

## 같이 보기
- 이토 자쿠추